# Víctor Miranda (compositor)
Víctor José Miranda Matienzo (Lima, 27 de noviembre de 1953) conocido como Víctor "Cholo" Miranda es un músico, autor, compositor y cantautor peruano, que desde hace muchos años ha recorrido por diversos géneros musicales como el rock y el pop, luego la fusión de la música peruana y latinoamericana con el jazz y el bossa, además de la música criolla y negra del Perú.

## Trayectoria

### Inicios
Víctor José Miranda Matienzo, nació el 27 de noviembre de 1953 en la ciudad Lima, estudió primaria y secundaria en el Colegio Champagnat y siguió la carrera de Psicología en la Pontificia Universidad Católica del Perú. Su relación con la música parte desde que era un niño, a su padre le gustaba tocar la guitarra y el piano e invitaba constantemente a amigos y músicos a su casa como Domingo Rulo, "El Niño" reconocido percusionista cubano, Santiago Silva, etc. Teniendo gran influencia en él y sus hermanos.
Ya en la adolescencia, dentro del colegio formó una banda de rock.

### 1968 - 2001: Primeras Bandas y Composiciones
En 1968, integró el grupo "Tripping Foxters", grupo de rock en inglés con el que inicia una nutrida serie de presentaciones en eventos públicos y privados, fiestas y conciertos, en junio de 1974 en su última formación con él en bajo, Tito Agüero en la batería, Mario Gómez en voz, el Chato Aguilar y Jorge Moreno en las guitarras, se desintegraría luego de producir y tocar entre mayo y junio en la puesta de la Ópera Rock Jesucristo Superstar junto a 40 músicos de la OSN, el coro de la PUC y 120 actores y bailarines en escena en el Teatro Santa Úrsula.
Luego en 1975 volcándose en un nuevo proyecto forma el grupo "Canto Rodado", junto a Sandro Li Rosi en el sonido, José Pepe Díaz en la dirección musical y arreglos y Armando Cayo quien junto a él fueron los compositores del grupo. Esta formación inicial se completaría con Gustavo Villegas en la batería y Daniel Díaz en el violín. En 1976 realizan una temporada en el bar teatro El Tartufo de Miraflores donde tocan de martes a domingo en 2 funciones diarias. Fueron uno de los grupos pioneros en la fusión del jazz afroperuano. Canto Rodado fue integrado además y en diferentes momentos por Manuel y Bam Bam Miranda, Lucho Sotomayor, Fernando Garreaud, Chaqueta Piaggio, Mono Landavere, Félix Vílchez, Raúl Huerta, Franjo Antich, Cali Flores, Javier Pérez Saco, Alexis Tamayo entre los más recordados. El grupo duró hasta el año 2003, luego sus dos hermanos, Bam Bam Miranda, extraordinario percusionista fallecido en la Argentina hace unos años y el talentoso Manuel Miranda “El Señor de los Vientos“ emigraron a Argentina donde hicieron su propia carrera musical.
En noviembre de 1980 realizan su primer ciclo de conciertos en el auditorio Miraflores. Desde sus comienzos Canto Rodado empieza a difundir el concepto de Música Urbana como la fusión y diversidad de géneros que usaban un grupo de músicos y compositores limeños, esta nueva propuesta llama la atención en algunos países como México donde la revista especializada en rock Conecte hace un prolijo reportaje.
En mayo de 1981 realizan un nuevo ciclo de conciertos en el Auditorio Colegio Humboldt y luego en abril de 1982 realizan una temporada de 5 fechas en el Auditorio Miraflores y donde al final de cada función subía al escenario la orquesta de Betto Villena para interpretar junto a Canto Rodado la salsa “Caballero de los Mares” de Armando Cayo. Y en noviembre del mismo año actúan en el Ciclo de Conciertos “Primera Parada” en el Auditorio Raimondi de Lince junto a Camaleón, Miguel Flores, Kiri Escobar y Alejandro Susti. Es en mayo y junio de 1983 donde convocan el Primer Ciclo de Conciertos “MÚSICA URBANA” en el Teatro Montecarlo donde participan junto a Daniel Kiri Escobar, Alejandro Susti, Los Chondukos de Miki Gonzáles, Camaleón, Andrés Dulude, Susana Baca, Cecilia Bello, Andrés Soto, Fernando Garreaud, Richard Villalon y Canto Rodado. En diciembre de 1982 ofrecen un concierto en la Universidad de Lima en la Semana Universitaria.
El Cholo Miranda ha estado dedicado en los últimos tiempos (2010 al 2019) a la producción de nuevas canciones y videos.
En 1985, funda el grupo "Paradero" junto a Julio Andrade en la voz, Andrés Mono Landavere en los teclados y dirección, Gustavo Villegas del Solar en la batería, Eduardo Huevo Chávez, Ricardo Samamé en las guitarras y él en el bajo, grupo con el cual en 1987 graba para el sello El Virrey el álbum Paradero con temas de Andrade, Landavere y Miranda. El grupo se mantuvo unido 3 años hasta que cada integrante siguió su propio camino.
En 1987 y con el impulso de «Suave Loco Suave» en las radios, Paradero realiza una temporada de 2 meses en La Casona de Barranco y luego durante el mes de octubre toca todos los miércoles en La Estación de ese mismo distrito, participando en ese año también en el II Encuentro Latinoamericano de Nueva Canción – CICLA en el Estadio Iván Elías de Villa el Salvador, Lima., tocando en noviembre en el Estadio Nacional de Lima en el Día del No Fumador y en el Auditorio Chabuca Granda del Parque de Las Leyendas. También en noviembre de 1987 compone la música para la coreografía “Marea” del Ballet Contempora que dirigía Vera Stastny y estrenada en el IV Festival de Danza Contempora realizado en la Alianza Francesa de Miraflores, ese mismo año en noviembre compone y estrena la música de la obra de teatro “Chochera” de Nicolás Yerovi.
En enero de 1988 Paradero  es convocado para tocar en el Festival de la Estación de Barranco junto a otros grupos. Ese mismo año el dramaturgo y escritor Nicolás Yerovi crea y pone en escena la obra de teatro con el mismo nombre y con la música de Miranda. Es en abril cuando Paradero viaja a Chiclayo al Festival de Rock en el Coliseo Chiclayo junto a JR, Jas y Dudó. En junio de 1988 Paradero vuelve a una nueva temporada en La Casona de Barranco y en julio tocan unas fechas en La Fábrica, conocida discoteca de San Isidro. En este año Miranda participa como bajista en la grabación del disco de la cantautora Carolina Viale "Hablando en verde".
En 1989 es convocado por el Instituto Goethe, el Grupo Chasqui y la televisora alemana ZDF a un seminario – taller de 5 semanas, para el estudio y producción del género audiovisual que denominaban “baladas musicales”. Este taller estuvo bajo la dirección del cineasta alemán Arend Agthe, creador del género, en donde él compuso y produjo la música de la balada musical “Arboldo”. También en este año en marzo, participa con éxito en el Festival de la Canción por la Paz en el Coliseo Amauta con la canción “Cuantas serán necesarias” y participa como invitado en el disco de Raúl Huerta “Sólo un rumor”. También en este año compone la música del cortometraje “Huaqueros” de Michel Gómez.
En septiembre de 1991 gana la gran final del Concurso "Cantarle al medio ambiente es cantarle a la vida" convocado por la Organización Panamericana de la Salud, FAO Holanda y organizado por el Instituto Saber. El tema ganador, el reggae «Cantando en Vede» fue interpretado por Julio Andrade y con un jurado integrado por Juan Castro Nalli, Elsa María Elejalde, Washington Delgado, Omar Aramayo y Pochi Marambio entre otros. Es en este año también en que Miranda compone la música para la obra de teatro Danza “Bibliotecas Portátiles” del grupo “Do ut des” de Rosana Peñaloza. La obra se estrena en mayo en “Danza Nueva. Festival de Lima” organizado y auspiciado por el ICPNA.
En diciembre de ese mismo año, presenta en El Cinematógrafo de Barranco una selección de 12 poemas de Luis Hernández, musicalizados por Miranda y acompañado en este concierto con Raúl Huerta y Julio Andrade en voces y coros, Pepe Díaz en guitarra y flauta y Gustavo Villegas en percusión. Este evento fue en homenaje a los 50 años del poeta. En este año compone las cortinas musicales para el largometraje “Caídos del cielo” de F. Lombardi.
Comenzando 1992 Canto Rodado retoma sus actividades presentándose durante enero en el Donatello de San Isidro, luego en junio se repite la temporada en La Taberna de 1900 en Barranco. 
En 1993 participa como jurado del II Concurso Juvenil de Rock organizado por la Municipalidad de Miraflores. En esa oportunidad el jurado estuvo integrado además por Gerardo Manuel, Cecilia Pinglo y Federico Anchorena y el grupo ganador fue La Banda del Maíz. En octubre de este año es contratado por TELECABLE para organizar y producir el Concierto para la Fundación Por los Niños del Perú en el Coliseo Dibós y con la participación de los Nosequien y Los Nosecuantos, Julio Andrade, Miki González y Gianmarco.  
En 1995 la cantante peruana Patricia Saravia estrena la canción «Lo que pido» en el marco del Festival Internacional de las Artes en Costa Rica, tema en el cual él, fue autor y compositor.
En abril de 2001 forma una banda para presentarse como cantautor en el IPCNA de Miraflores. Luego vuelve a juntar a Canto Rodado para presentarse en septiembre en el Jazz Zone de Miraflores, en esta ocasión integran la banda Cali Flores, Gustavo Villegas, Manuel Miranda, Pepe Díaz, Alexis Tamayo, teniendo como invitados a Franjo Antich, Ebelin Ortiz y Domingo Giribaldi.

### 2002 - 2005: Qué buena raza y Ópera Criolla Rosa de Lima
En el 2002, Michel Gómez, productor, director y guionista conocido por haber realizado y producido un gran número de novelas, miniseries para la televisión peruana se comunica con él pidiéndole que componga e interprete el tema principal de su próxima telenovela, Qué buena raza, el cual le dio mayor exposición ante los medios ya que se emitía en horario estelar de manera diaria.
Ese mismo año, la actriz Ebelin Ortiz incluye en su álbum Ebelin Ortiz tres canciones de él, «Andar andar», «Fiesta» y «Solos son dos».
En el 2003, dirige la  Opera Criolla Rosa de Lima, estrenada y presentada en 12 funciones entre agosto y septiembre de 2003 en el Teatro Municipal de Lima.
de donde es autor, compositor y director general. Este musical surge luego de un intenso trabajo de investigación, composición musical y visitas a lugares vinculados a la vida y obra del personaje y constituye en esencia, un tributo a esa mujer peruana, fuerte e independiente, y a la música de la costa de nuestro país. Pero sobre todo, es un acto de fe y un homenaje a la primera santa americana. La casi totalidad de la música de la obra, está conformada por temas instrumentales y canciones compuestas sobre las raíces de la música negra, criolla y costeña del Perú. Pregones, panalivios, festejos, marineras, valses, tonderos y landós, se suceden en armonía y en contemporáneos arreglos, dando pie a personales interpretaciones de los diversos protagonistas, coro y orquesta de la obra.

### 2006 - 2017: Primeros discos como solista, Herencia y Agazapado
En el 2006 empieza a presentar en vivo las canciones que conformarían su primera producción como cantautor.
En el 2007, lanza su primer disco como solita Herencia, el cual se nutre de las raíces criollas, negras y andinas del Perú, fusionando estos géneros con el jazz, world music y la música latina. Envolviendo toda esta fusión dentro del concepto de peruviancholout, en el 2011 continua en este camino creativo presentando en mayo en el Cocodrilo Verde de Miraflores el nuevo repertorio que conformaría su segunda producción, Agazapado.    
En el 2015, lanza su segunda producción discográfica Agazapado, el cual tiene influencia de jazz y pop.
Han interpretado y grabado sus canciones artistas como Eva Ayllón, Ebelin Ortiz, Diego García y Daniela Ramírez en Perú, el Dueto Albur en Colombia, Lidia Barroso en Argentina y La Rumorosa en México entre los más destacados.

### 2018 - Presente: Aire
En el 2018, presenta su última producción discográfica Aire, donde es autor y compositor de todas las canciones con la participación de grandes amigos, intérpretes y cantantes como Roxana Valdiviezo, la argentina Lidia Barroso, Bárbara Romero, Valeria Landavere, Jorge Pardo, Julio Andrade, Chebo Ballumbrosio, Pacho Mejía y Sandro León.
En el 2019, se dedica a promocionar Aire, y de la mano de los intérpretes empiezan a grabar los primeros videoclips de Aire iniciando esta secuencia con el video de «Si no estás junto a mi» con la interpretación de Jorge Pardo. El 22 de marzo de ese mismo año, junto a Valeria Landavere, lanza el sencillo del tema «Vamos a caminar». Luego produce los sencillos Los Colores de los Vientos (9-ago-2019) y Cuestión de fe (20-oct-2019) en audio y video, estos bajo la producción y edición de Martín El Dragón Carrasco.
En el 2020, en los primeros días de enero junto a Jorge Pardo, lanzan el videoclip del tema «Si no estás junto a mi» canción romántica a ritmo de landó, los arreglos estuvieron a cargo de Andrés Landavere y la realización del video a cargo de Martín Carrasco.

El 20 de febrero se presenta como artista invitado en el show de Jorge Pardo, presentando sus temas y cantando juntos la canción «Si no estás junto a mi».

## Composiciones para otros intérpretes
Como compositor, Víctor Miranda ha escrito canciones a:
- 1994 - «Andar andar»  para (Eva Ayllón)
- 1995 - «Lo que pido»  para (Patricia Saravia)
- 2002 - «Andar andar»  para (Ebelin Ortiz)
- 2002 - «Fiesta»  para (Ebelin Ortiz)
- 2002 - «Sólo son dos»  para (Ebelin Ortiz)
- 2003 - «¡Qué buena raza!»  para (Rubén Blades)
- 2016 - «Yo por Amor»  para (La Rumorosa)

## Discografía

### Herencia(2007)[8]
1. «Solos son dos»
2. «Historia de Hamor y Kalor»
3. «Bolero de los Malecones»
4. «Sereno»
5. «Lobo»
6. «Hay un lugar»
7. «Jugando solo»
8. «Aves»
9. «Mírala a la luna»
10. «Valle»
11. «Día difícil»

### Agazapado(2015)
1. «Agazapado»
2. «Circular»
3. «Hotel Horizonte»
4. «Serás»
5. «Desde mi ventana»
6. «Un mundo raro»
7. «Permiso para vivir»
8. «Canción de monstruos»
9. «Tal vez hoy»
10. «Dime que estás pensando hoy»

### Aire(2018)
1. «Si no estás junto a mi» (con Jorge Pardo)
2. «Para revivir alerta» (con Lidia Barroso)
3. «Fuera del bien y del mal» (con Pacho Mejia)
4. «Canto a bam bam» (con Chebo Ballumbrosio)
5. «Un castillo en el aire» (con Valeria Landavere)
6. «Una noche desaparecer» (con Roxana Valdiviezo)
7. «Porque tu me has mentido» (con Bárbara Romero)
8. «Condición desesperada» (con Julio Andrade)
9. «Era de noche y yo cantándole a la noche»
10. «Balada del caminante» (con Sandro León)

### Sencillos
- 2019 - «Vamos a caminar» (con Valeria Landavere)

### Colaboraciones
- 1988 - «Hablando en Verde» (con Carolina Viale)
- 1989 - «Solo un rumor» (con Raúl Huerta)

## Filmografía
| Filmografía | Filmografía                                               | Filmografía |
| Año         | Canción                                                   | Telenovela / Largometraje / Cortometraje |
| ----------- | --------------------------------------------------------- | --- |
| 1986        | Temas instrumentales                                      | Cortometraje "Perú ahora" producido por Foptur y ganador del premio a la mejor música en el Festival del Filme Turístico de Montecattini, Italia. |
| 1987        | Temas instrumentales                                      | Película "Todas las Sangres" de Michel Gomez |
| 1989        | Temas instrumentales                                      | Cortometraje "Arboldo" Seminario - Taller Baladas Musicales. Instituto Goethe y Grupo Chasqui.                                                    |
| 1989        | Temas instrumentales                                      | Cortometraje "Huaqueros" de Michel Gomez |
| 1991        | Temas instrumentales                                      | Película "Caídos del cielo" de Francisco José Lombardi                                                                                            |
| 1996        | Temas instrumentales                                      | Película "Anda, corre y vuela" de Augusto Tamayo San Román                                                                                        |
| 2002        | «Qué buena raza» - Tema central (compositor e intérprete) | Telenovela "Qué buena raza" Frecuencia Latina y Michel Gomez                                                                                      |

| Música para Teatro y Danza | Música para Teatro y Danza                   | Música para Teatro y Danza                                                    |
| Año                        | Canción                                      | Obra                                                                          |
| -------------------------- | -------------------------------------------- | ----------------------------------------------------------------------------- |
| 1987                       | Temas instrumentales para la Obra "Marea"    | Coreografía "Marea" Ballet Contempora V. Statsny                              |
| 1987                       | Temas instrumentales para la Obra "Chochera" | Obra de Teatro "Chochera" de Nicolás Yerovi                                   |
| 1988                       | Tema Central e instrumentales                | Obra de Teatro "Suave Loco Suave" de Nicolás Yerovi                           |
| 1990                       | Temas instrumentales                         | Obra de Teatro Danza "Bibliotecas Portátiles" de DO ut DES de Roxana Peñaloza |
| 1991                       | Temas instrumentales                         | Coreografía "Entre pelos" de DO ut DES de Roxana Peñaloza                     |

| Eventos   | Eventos                                                    | Eventos                                                                | Eventos |
| Año       | Título                                                     | Rol                                                                    | Notas |
| --------- | ---------------------------------------------------------- | ---------------------------------------------------------------------- | --- |
| 1971      | Primer Concurso de Rock Coca Cola                          | Ganadores con Tripping Foxters (V. Miranda bajista)                    | Concha Acústica Parque Salazar, Miraflores |
| 1974      | Ópera Rock Jesucristo Superstar                            | Producción y músico (Tripping Foxters)                                 | Teatro Sta. Úrsula |
| 1989      | Festival de la Canción por la Paz                          | Finalista con la canción "Cuantas serán necesarias"                    | Coliseo Amauta |
| 1992      | Concierto para la Fundación por los Niños del Perú         | Productor General                                                      | Organizado por Tele Cable en el Coliseo Dibós |
| 1992      | I Concierto Juvenil de Rock                                | Jurado                                                                 | Organizado por Municipalidad de Miraflores en la Concha Acústica del Parque Salazar                                                                                                  |
| 1993      | II Concurso Juvenil de Rock                                | Jurado                                                                 | Organizado por Municipalidad de Miraflores en la Concha Acústica del Parque Salazar                                                                                                  |
| 1993-1996 | Conciertos TOP JAZZ                                        | Producción                                                             | Teatro Sta. Úrsula (Chick Corea, Arturo Sandoval, Álex Acuña, y otros.) Muelle 1 (Dianne Schuur, Paquito D´Rivera, y otros). Centro Camino Real (Dave Valentín, Ray Barreto y otros) |
| 1995      | XXXVI Festival Internacional de la Canción de Viña del Mar | Road Mánager de Julio Andrade, representante de Perú                   | Logrando el segundo lugar en la categoría internacional |
| 1995      | Festival Internacional de las Artes, Costa Rica            | Autor y compositor «Lo que pido»                                       | Estreno del tema por Patricia Saravia(Perú) |
| 2002      | Festival de Jazz de Panamá                                 | Road Mánager de Sexteto Manuel Miranda                                 | |
| 2003      | Ópera Criolla Rosa de Lima                                 | Autor, compositor y dirección general                                  | Presentada en el Teatro Municipal de Lima |
| 2005      | I Encuentro Escolar de Danzas del Perú Minero              | Producción y Dirección general                                         | Coliseo Independencia, Arequipa para la SNMP |
| 2007      | II Encuentro Escolar de Danzas del Perú Minero             | Producción y Dirección general                                         | Coliseo Arequipa, Arequipa para la SNMP |
| 2009      | Semana de Cantautores                                      | Participante con A. Soto, R. Vásquez, L. Carhuaz y JP Vismara          | Auditorio Centro Cultural de España, Lima |
| 2009      | Gira Nomade Cusco - Ciclo de presentaciones                | Cantautor acompañado por Leonardo Sandoval, Pepe Díaz y Amador Miranda | Fundación Niños del Arcoíris, Ukukus Bar y residencias particulares |

## Premios y nominaciones

### I Concurso de Rock Coca Cola
| Año  | Trabajo nominado                      | Categoría   | Resultado |
| ---- | ------------------------------------- | ----------- | --------- |
| 1971 | Tripping Foxters (V. Miranda bajista) | Mejor Banda | Ganador   |

### Festival de la Canción por la Paz
| Año  | Trabajo nominado           | Categoría     | Resultado |
| ---- | -------------------------- | ------------- | --------- |
| 1989 | «Cuantas serán necesarias» | Mejor Canción | Finalista |

### Cantarle al medio ambiente es Cantarle a la Vida
| Año  | Trabajo nominado   | Categoría     | Resultado |
| ---- | ------------------ | ------------- | --------- |
| 1991 | «Cantando en Vede» | Mejor Canción | Ganador   |